# 李亨根
李 亨根（イ・ヒョングン、朝鮮語: 이형근、1920年11月2日 - 2002年1月13日）は、大韓民国の軍人・外交官。 大韓民国国軍創設の中心人物の一人。最終階級は日本軍人としては大尉、韓国軍人としては大将。日本名は松山 武雄（まつやま たけお）。本貫は公州李氏。号は青哉（チョンジェ、청재）。弟に軍人で韓国陸軍第7師団第3連隊長の李尚根。岳父に初代韓国陸軍参謀総長の李應俊。次男に歌手の李玄。

## 経歴

### 第二次世界大戦まで
日本統治時代の朝鮮・忠清南道公州で両班の家系で生まれた。国民を苦しめ踏みつける日本人を見て、彼らを打倒するためには将校となって国を強くするしかないと考え、医学を学べという父に内緒で渡日し、陸軍士官学校に入学した。
1942年、陸軍士官学校（56期）を卒業。関東軍第3師団野砲兵連隊付として湘桂作戦に従軍、昭和20年より野砲兵第73連隊中隊長。東京で陸軍大尉として終戦を迎えた。

### 独立後
終戦後は公州に戻り対日協力者として謹慎していたが、英語の才能があったことから請われて大田中学校で英語と数学を教えていた。
交流のあった李應俊（陸士26期）がアメリカ軍政庁の顧問になると、その英語力を活かして南朝鮮国防警備隊の発足に参加し李應俊の補佐を務めた。この縁から李應俊の娘を妻とした。1945年12月5日に開校した軍事英語学校に入学、1946年1月15日にトップの成績にて卒業し、大尉として任官した。1946年1月14日より新たに発足した南朝鮮国防警備隊に入隊すると、第2連隊（大田）創設に従事した。この時、李亨根は日本陸軍将校の制服を着用し日本刀を佩刀したうえで任務にあたり、部隊の訓練も日本式を踏襲し、アメリカ軍の派遣将校と度々対立したという。
1946年5月1日に開校した南朝鮮国防警備士官学校の初代校長。1946年9月6日、再び第2連隊長。1946年9月11日に警備隊の指揮権がアメリカ軍政庁から韓国側に引き渡されるにともない、1946年9月28日より警備隊初代総司令官となった。のち参謀総長。
1948年7月、アメリカ陸軍歩兵学校に留学し、駐米武官。帰国後の1949年6月20日より、初代第8師団長。第8師団（江原）では38度線付近で浸透する北朝鮮ゲリラの掃討にあたった。李亨根は捕虜の陳述から北朝鮮との大規模な国境紛争を予感し、参謀総長の蔡秉徳（日本陸士49期）に上申したが、以前より蔡秉徳との関係が悪かった（後述）こともあり黙殺された。そのため辞意を表したが李應俊に引き留められ、朝鮮戦争開戦直前の1950年6月10日に第2師団（大田）に転補した。
1950年10月24日、第3軍団長。1951年8月、陸軍本部教育総長。1951年9月、休戦会談代表。1952年2月2日、第1軍団長。
朝鮮戦争休戦後は、1954年2月14日、任大将、初代合同参謀会議議長。1956年6月、第9代陸軍参謀総長。1959年8月6日、大将にて予備役編入。
退役後はフィリピン大使、イギリス大使。大韓石油公社顧問など。1980年に国家保衛立法会議委員に選出された。

## 人物
若いころから「清潔に、正直に、勤勉に」を生活信条にしてきた。陸士時代に日本人教官が「不潔で正直でなく怠惰な民族」と韓国人を批評したことがきっかけで、他の民族に私たちがこのように恥ずかしく表されてはならないという考えを胸の内に抱くことにしたという。
1954年2月、李承晩大統領は、米軍の影響力から抜け出すために最高統治権者の命令を各軍に迅速に伝えることができる機構を創らなければならないと力説し、こうして合同参謀会議が創設された。米軍側は屋上屋という理由で反発し、これに韓国軍将官の一部も同調したが、李承晩と李亨根が強く主張して貫徹した。
フィリップ・チャールズ・ハビブの報告書では、野心的で決断力があり、有能な若い将校としている。派閥指導者としては2つの欠点を持っているとされ、彼はすべての先任韓国軍将校と民間の指導級人士を非常に嫌っており、彼らについて公に話した。また彼は非常に倨慢で部下に過度の要求をする。これにより他の派閥と連合して有利な状況を作るよりも咸鏡道の丁一権と平安道の白善燁の派閥が彼に対抗して団結する結果となった。李亨根はやや明白だが上手でない方法で丁一権派と白善燁派を瓦解させるために相当な努力を傾け、彼らの憎しみを買った。
第2師団専任顧問官ギャラガー（James S. Gallagher）中佐との関係は非常に窮屈であったと見られ、「第2師団長は戦術将校ではないので、戦術についてほとんど知らなかった。彼は政治的に任命された者だった」と酷評した。さらに朝鮮戦争勃発時の行動について「最初の警戒命令が発効されてから8時間も過ぎた午後2時30分に初めて電車を出発させたが、これは本当に良かったと言えるのか？」と第2師団長としての指揮に問題があったことを指摘した。

## 蔡秉徳との確執
李亨根は、南朝鮮国防警備隊の創設要員を養成するために設立された軍事英語学校を第1期生でトップの成績で卒業した。この時の軍籍番号は李亨根が軍番1番、のちに2代目の韓国軍参謀総長になる蔡秉徳が軍番2番であった。軍籍番号は慣例として席次順を示すもので、衆目は蔡秉徳が軍番1番になると考えていた。しかし軍事英語学校での軍籍番号は卒業日次と英語能力での順位付けで、年下の李亨根が首席となった。このことはふたりの間に反目を生んだ。ふたりはもとよりウマが合わず日本陸軍士官学校時代から口もきかない仲だった。中国大陸で実戦を重ねていた李亨根に対し、技術畑の蔡秉徳は戦場体験もなかった。陸士49期の蔡秉徳にとっての李亨根は7期も後輩であり、日本陸軍時代に少佐まで昇進していた蔡秉徳からすれば大尉任官は降格でもあった。

## 死後の評価
2008年に民族問題研究所が発表した、親日人名辞書収録予定者名簿の軍部門に選定された。

## 勲章
- レジオン・オブ・メリット - 1951年12月14日[8]
- レジオン・オブ・メリット - 1953年6月9日[9]
- 銀星太極武功勲章 - 1953年5月18日
- シルバースター - 1953年11月3日[10]
- レジオン・オブ・メリット - 1955年2月8日[11]
- レジオン・オブ・メリット - 1961年2月11日[12]
- 太極武功勲章 - 1959年8月[13]